# Elezioni generali nel Regno Unito del 2024
Le elezioni generali nel Regno Unito del 2024 si sono tenute il 4 luglio per il rinnovo della Camera dei comuni, la camera bassa del Parlamento del Regno Unito.
Esse sono state indette in leggero anticipo rispetto al termine naturale della legislatura - previsto a fine anno - per volontà del Premier in carica Rishi Sunak, che prese tale decisione a seguito di un diffuso malcontento per problemi interni al suo partito e del paese, specie in ambito economico, nonché a una generale perdita di consensi, anche di tipo personale.
Le elezioni hanno visto la vittoria di larghissima misura - pronosticata anche dagli exit-poll - del Partito Laburista di Keir Starmer il quale, con una maggioranza di 412 seggi su 650, è divenuto il partito egemone in assemblea, a fronte di un negativo risultato dei conservatori che - complice in parte il travaso di voti a favore di Reform UK, vincitore di 5 seggi - hanno registrato la loro più pesante sconfitta, portando in parlamento solo 121 rappresentanti.
In aumento invece la rappresentanza liberal-democratica di Ed Davey, alla sua miglior prestazione elettorale con 72 seggi conquistati.
Il Partito Nazionale Scozzese, terza forza in parlamento nel 2019 con 48 seggi, è stato ridimensionato notevolmente riportando solo 9 seggi, sia pur a fronte di una perdita, in percentuale assoluta, di poco più dell'1,2%; il partito dei Verdi si è attestato a 4 seggi.
A seguito di tale risultato, il leader dei Laburisti Keir Starmer ha ricevuto l'incarico di formare il governo.

## Contesto precedente
Le elezioni, le prime dal completamento del processo di uscita del Regno Unito dall'Unione europea, sono state caratterizzate da un contesto politico particolarmente turbolento, che ha visto il Partito Conservatore (ormai ininterrottamente al governo sin dal 2010), dopo aver raggiunto un picco di popolarità in seguito al sopracitato completamento formale della Brexit ed alla gestione rapida nel paese della somministrazione del vaccino anti-COVID-19, perdere progressivamente molti consensi in favore del Partito Laburista e dei Liberal Democratici a partire dalla primavera 2022, quando il governo guidato da Boris Johnson, fino a quel momento in carica, è stato coinvolto in una serie di importanti scandali (tra cui, il più famoso "Partygate", caratterizzato dall’aver tenuto una festa presso la residenza ufficiale del Primo ministro in pieno periodo di confinamento contro la COVID-19), culminati, alla fine, con le dimissioni dello stesso a luglio 2022.
Nel settembre 2022, dunque, subentra in carica come Leader dei Conservatori e Prima ministra Liz Truss, che però rimane al governo per soli 45 giorni prima di dimettersi, dato che le politiche economiche portate avanti dalla stessa Truss e dal suo Cancelliere dello Scacchiere Kwasi Kwarteng (contenute nel cosiddetto Mini-Budget), tra cui la decisione di tagliare le tasse in maniera massiccia anche per le fasce di reddito più alte, hanno causato il crollo delle borse, la svalutazione della sterlina britannica e numerosi malumori anche internamente ai Conservatori, culminati con le dimissioni della Prima ministra.
Il 25 ottobre 2022, infine, Rishi Sunak diventa Capo di un Governo conservatore monocolore, venendo contestualmente nominato da Re Carlo III in sostituzione di Truss.
Durante il suo governo dunque, nonostante una consistente stabilizzazione politico-economica (nei limiti del possibile), il partito ha continuato a perdere consensi, sino a giungere a 20 punti percentuali di distanza dai Laburisti e pericolosamente vicino ai Liberal Democratici ed a Reform UK, i quali, cavalcando l’onda di impopolarità, hanno ottenuto importanti risultati alle elezioni amministrative locali del 2024 ed a varie elezioni parlamentari suppletive, relegando così i Conservatori a pessime sconfitte, con un conseguente peggioramento a circolo vizioso della situazione interna al partito, fino all’indizione delle elezioni anticipate, comunque non cominciate bene per Rishi Sunak.

## Sistema elettorale
Per le elezioni della Camera dei comuni (l’unica delle due camere del Parlamento del Regno Unito ad essere eletta direttamente dalla cittadinanza), la legge elettorale britannica prevede l’applicazione di un sistema uninominale secco in 650 collegi uninominali, secondo cui è dichiarato eletto il candidato che ottenga, semplicemente, il maggior numero dei voti (Plurality).
Peculiarità di questa elezione è stata l’introduzione, per la prima volta, di un documento di riconoscimento in sede di voto presso il proprio seggio elettorale, disposto legislativamente dal Voter Identification Regulations 2022, oltre alla già presente necessità di registrazione presso il registro elettorale della propria circoscrizione elettorale, operazione che, difatti, non è attuata d’ufficio (a differenza di altri paesi).

## Partiti politici e candidati
La maggior parte dei candidati sono espressione di un partito politico, che deve essere registrato presso la Commissione Elettorale. I candidati che non appartengono a partiti registrati, concorrono come indipendenti.

### Gran Bretagna
I maggiori partiti (partiti con deputati nell'ultimo Parlamento) che hanno concorso alle elezioni in Gran Bretagna sono mostrati nella tabella sotto riportata, con i risultati delle elezioni generali del 2019 in ordine per numero di seggi ottenuti.
| Partito       | Partito             | Leader           | Leader dal    | Collegio del leader        | Ultime elezioni | Ultime elezioni | Seggi allo scioglimento | Collegi con candidati |
| Partito       | Partito             | Leader           | Leader dal    | Collegio del leader        | % di voti       | Seggi           | Seggi allo scioglimento | Collegi con candidati |
| ------------- | ------------------- | ---------------- | ------------- | -------------------------- | --------------- | --------------- | ----------------------- | --------------------- |
|               | Conservatore        | Rishi Sunak      | Ottobre 2022  | Richmond and Northallerton | 43,6%           | 365             | 346                     | 635                   |
|               | Laburista           | Keir Starmer     | Aprile 2020   | Holborn and St Pancras     | 32,1%           | 202             | 205                     | 631                   |
|               | Nazionale Scozzese  | John Swinney     | Maggio 2024   | Nessuno                    | 3,9%            | 48              | 43                      | 57 collegi in Scozia  |
|               | LIberal Democratici | Ed Davey         | Dicembre 2019 | Kingston and Surbiton      | 11,6%           | 11              | 15                      | 630                   |
|               | Plaid Cymru         | Rhun ap Iorwerth | Giugno 2023   | Nessuno                    | 0,5%            | 4               | 3                       | 32 collegi nel Galles |
|               | Verdi               | Carla Denyer     | Ottobre 2021  | Nessuno                    | 2,6%            | 1               | 1                       | 574                   |
| Adrian Ramsay | Verdi               |                  | Ottobre 2021  | Nessuno                    | 2,6%            | 1               | 1                       | 574                   |
|               | Reform UK           | Nigel Farage     | Giugno 2024   | Clacton                    | 2,0%            | 0               | 1                       | 609                   |
|               | Alba                | Alex Salmond     | Marzo 2021    | Nessuno                    | Nuovo           | Nuovo           | 1                       | 19 in Scozia          |

### Irlanda del Nord
Mentre alcuni partiti del Regno Unito hanno anche una organizzazione nell'Irlanda del Nord (tra cui i laburisti, che non si candidano nei collegi nordirlandesi) e altri invece sono candidati nei collegi (tra cui i Conservatori dell'Irlanda del Nord), i principali partiti nordirlandesi sono diversi da quelli del resto del Regno Unito. Alcuni partiti dell'Irlanda del Nord operano anche nel resto dell'isola, tra cui Sinn Féin.
| Partito | Partito                                     | Leader            | Leader dal    | Collegio del leader | Ultime elezioni | Ultime elezioni | Seggi allo scioglimento | Collegi con candidati (18 in totale) |
| Partito | Partito                                     | Leader            | Leader dal    | Collegio del leader | % in IN         | Seggi           | Seggi allo scioglimento | Collegi con candidati (18 in totale) |
| ------- | ------------------------------------------- | ----------------- | ------------- | ------------------- | --------------- | --------------- | ----------------------- | ------------------------------------ |
|         | Partito Unionista Democratico               | Gavin Robinson    | Marzo 2024    | Belfast East        | 30,6%           | 8               | 7                       | 16                                   |
|         | Sinn Féin                                   | Mary Lou McDonald | Febbraio 2018 | Nessuno             | 22,8%           | 7               | 7                       | 14                                   |
|         | Partito Social Democratico e Laburista      | Colum Eastwood    | Novembre 2015 | Foyle               | 14,9%           | 2               | 2                       | 18                                   |
|         | Partito dell'Alleanza dell'Irlanda del Nord | Naomi Long        | Ottobre 2016  | Nessuno             | 16,8%           | 1               | 1                       | 18                                   |
|         | Partito Unionista dell'Ulster               | Doug Beattie      | Maggio 2021   | Nessuno             | 11,7%           | 0               | 0                       | 17                                   |

Sinn Féin persegue una politica di astensionismo e gli eletti non siedono mai alla Camera dei comuni.

## Risultati
|                 | Laburisti                                          | 9 708 716  | 33,70 | 412 |  |  |
|                 | Conservatori                                       | 6 828 925  | 23,70 | 121 |  |  |
|                 | Reform UK                                          | 4 117 620  | 14,29 | 5   |  |  |
|                 | Liberal Democratici                                | 3 519 143  | 12,21 | 72  |  |  |
|                 | Verdi                                              | 1 934 573  | 6,71  | 4   |  |  |
|                 | Partito Nazionale Scozzese (SNP)                   | 724 758    | 2,52  | 9   |  |  |
|                 | Sinn Féin                                          | 210 891    | 0,73  | 7   |  |  |
|                 | Partito dei Lavoratori di Gran Bretagna (WPB)      | 210 194    | 0,73  | —   |  |  |
|                 | Plaid Cymru                                        | 194 811    | 0,68  | 4   |  |  |
|                 | Partito Unionista Democratico (DUP)                | 172 058    | 0,60  | 5   |  |  |
|                 | Partito dell'Alleanza dell'Irlanda del Nord (APNI) | 117 191    | 0,41  | 1   |  |  |
|                 | Partito Unionista dell'Ulster (UUP)                | 94 779     | 0,33  | 1   |  |  |
|                 | Partito Social Democratico e Laburista (SDLP)      | 86 861     | 0,30  | 2   |  |  |
|                 | Traditional Unionist Voice (TUV)                   | 48 685     | 0,17  | 1   |  |  |
|                 | Indipendenti (IND)                                 | 564 243    | 1,96  | 6   |  |  |
|                 | Altri (<0,70%)                                     | 278 501    | 0,97  | —   |  |  |
| Totale          | Totale                                             | 28 811 949 | 100   | 650 |  |  |
|                 |                                                    |            |       |     |  |  |
| Voti non validi | Voti non validi                                    | 116 063    | 0,40  |     |  |  |
| Votanti         | Votanti                                            | 28 928 012 | 60,01 |     |  |  |
| Elettori        | Elettori                                           | 48 208 507 |       |     |  |  |

| Riepilogo dei voti (+/- elezioni 2019)      | Riepilogo dei voti (+/- elezioni 2019)      | Riepilogo dei voti (+/- elezioni 2019)      | Riepilogo dei voti (+/- elezioni 2019) | Riepilogo dei voti (+/- elezioni 2019) | Riepilogo dei voti (+/- elezioni 2019) | Riepilogo dei voti (+/- elezioni 2019) |
| ------------------------------------------- | ------------------------------------------- | ------------------------------------------- | -------------------------------------- | -------------------------------------- | -------------------------------------- | -------------------------------------- |
| Laburisti                                   | Laburisti                                   | Laburisti                                   |                                        |                                        | 33,70%                                 | ▲ 1,62                                 |
| Conservatori                                | Conservatori                                | Conservatori                                |                                        |                                        | 23,70%                                 | ▼ 19,93                                |
| Reform UK                                   | Reform UK                                   | Reform UK                                   |                                        |                                        | 14,29%                                 | ▲ 12,28                                |
| Liberal Democratici                         | Liberal Democratici                         | Liberal Democratici                         |                                        |                                        | 12,21%                                 | ▲ 0,66                                 |
| Verdi                                       | Verdi                                       | Verdi                                       |                                        |                                        | 6,71%                                  | ▲ 4,01                                 |
| Partito Nazionale Scozzese                  | Partito Nazionale Scozzese                  | Partito Nazionale Scozzese                  |                                        |                                        | 2,52%                                  | ▼ 1,36                                 |
| Sinn Féin                                   | Sinn Féin                                   | Sinn Féin                                   |                                        |                                        | 0,73%                                  | ▲ 0,16                                 |
| Partito dei Lavoratori della Gran Bretagna  | Partito dei Lavoratori della Gran Bretagna  | Partito dei Lavoratori della Gran Bretagna  |                                        |                                        | 0,73%                                  | Nuovo                                  |
| Plaid Cymru                                 | Plaid Cymru                                 | Plaid Cymru                                 |                                        |                                        | 0,68%                                  | ▲ 0,20                                 |
| Partito Unionista Democratico               | Partito Unionista Democratico               | Partito Unionista Democratico               |                                        |                                        | 0,60%                                  | ▼ 0,16                                 |
| Partito dell'Alleanza dell'Irlanda del Nord | Partito dell'Alleanza dell'Irlanda del Nord | Partito dell'Alleanza dell'Irlanda del Nord |                                        |                                        | 0,41%                                  | ▼ 0,01                                 |
| Partito Unionista dell'Ulster               | Partito Unionista dell'Ulster               | Partito Unionista dell'Ulster               |                                        |                                        | 0,33%                                  | ▲ 0,04                                 |
| Partito Social Democratico e Laburista      | Partito Social Democratico e Laburista      | Partito Social Democratico e Laburista      |                                        |                                        | 0,30%                                  | ▼ 0,07                                 |
| Traditional Unionist Voice                  | Traditional Unionist Voice                  | Traditional Unionist Voice                  |                                        |                                        | 0,17%                                  | Nuovo                                  |
| Indipendenti                                | Indipendenti                                | Indipendenti                                |                                        |                                        | 1,96%                                  | ▲ 1,32                                 |
| Altri <0,70%                                | Altri <0,70%                                | Altri <0,70%                                |                                        |                                        | 0,97%                                  |                                        |
| Riepilogo dei seggi (+/- elezioni 2019)     |                                             |                                             |                                        |                                        |                                        |                                        |
|                                             |                                             |                                             |                                        |                                        |                                        |                                        |
| Verdi                                       | 4                                           | ▲ 3                                         |                                        | Laburisti                              | 412                                    | ▲ 210                                  |
| Plaid Cymru                                 | 4                                           | ━                                           |                                        | Sinn Féin                              | 7                                      | ━                                      |
| SNP                                         | 9                                           | ▼ 39                                        |                                        | SDLP                                   | 2                                      | ━                                      |
| Lib Dem                                     | 72                                          | ▲ 61                                        |                                        | IND                                    | 6                                      | ▲ 6                                    |
| APNI                                        | 1                                           | ━                                           |                                        | DUP                                    | 5                                      | ▼ 3                                    |
| UUP                                         | 1                                           | ▲ 1                                         |                                        | Conservatori                           | 121                                    | ▼ 244                                  |
| TUV                                         | 1                                           | Nuovo                                       |                                        | Reform UK                              | 5                                      | ▲ 5                                    |